# Ricky – Wunder geschehen
Ricky – Wunder geschehen (Originaltitel: Ricky) ist ein Kinofilm von François Ozon aus dem Jahr 2009. Ozon schrieb das Drehbuch nach der Erzählung Moth von Rose Tremain, die 2005 in Tremains Kurzgeschichtensammlung The Darkness of Wallis Simpson erschien. Der Film wurde am 6. Februar 2009 auf der Berlinale uraufgeführt und kam am 11. Februar in die französischen Kinos. Deutscher Kinostart war am 14. Mai 2009.

## Handlung
Katie arbeitet am Fließband in einer Chemiefabrik, lebt in einer Sozialsiedlung in der Nähe von Paris und ist alleinerziehende Mutter der siebenjährigen Lisa. In der Fabrik lernt Katie den Spanier Paco kennen, die beiden haben Sex auf der Toilette; ein zeitgleich stattfindender Chemieunfall wird nur angedeutet. Später geht sie mit Paco essen, nimmt ihn mit nach Hause, und aus der Affäre wird Liebe. Paco zieht zu Katie und Lisa in die Wohnung.
Katie wird schwanger, das Baby Ricky wird geboren. Das Baby schreit sehr viel, und die Beziehung zwischen Katie und Paco leidet unter der Belastung. Als Katie eines Tages Blutergüsse auf Rickys Rücken entdeckt, wirft sie Paco vor, Ricky zu schlagen. Paco zieht aus der Wohnung aus und bricht den Kontakt mit Katie ab.
Später wird der Grund für die zwei Druckstellen auf Rickys Rücken klarer: dem Baby wachsen Flügel. Katie informiert sich über die Physiologie von Vogelflügeln. Katie und Lisa polstern die Kanten der Möbel mit Schaumstoff; Ricky bekommt einen Sturzhelm, damit er sich bei seinen Flugversuchen nicht verletzt. Einen Arzt will Katie nicht konsultieren; sie befürchtet, dass ihr das Kind weggenommen werden könnte. Beim Weihnachtseinkauf in einem Supermarkt sind Katie und Lisa kurz abgelenkt, und der unbeaufsichtigte Ricky flattert minutenlang durch das belebte Geschäft. Der aufsehenerregende Zwischenfall kommt in die Presse, Ricky und seine Familie werden von der Polizei ins Krankenhaus gebracht.
Der untersuchende Arzt gibt Katie zu verstehen, dass sie dem ungewöhnlichen Baby keine optimalen Einwicklungsbedingungen bieten kann. Trotzdem nimmt sie Ricky wieder mit nach Hause, wo sie fortan von Journalisten und Neugierigen belagert wird. Auch Paco taucht wieder auf, da er den Vorfall in den Medien verfolgt hat. Katie entschuldigt sich bei ihm für den Vorwurf der Misshandlung, und Paco zieht wieder bei ihr ein. Von Paco kommt auch der Vorschlag, Ricky den Journalisten zu zeigen und mit dem eingenommenen Geld ein Haus zu kaufen, in dem mehr Platz für Ricky und seine Bedürfnisse ist. Ein Pressetermin wird organisiert; vor den zahlreichen Journalisten fliegt Ricky, gesichert durch eine Schnur, erstmals frei vor dem Neubaublock. Der Anblick macht Katie so glücklich, dass sie versehentlich die Schnur loslässt. Ricky fliegt davon, verschwindet hinter dem Fluss und kommt nicht zurück.
Die Suche nach Ricky bleibt erfolglos. Paco arrangiert sich mit der Tatsache, dass das Baby in der Natur keine Überlebenschance hatte. Katie aber kann den Verlust nicht verkraften; eines Morgens geht sie zum Fluss, um sich umzubringen. Im Wasser erscheint Ricky über ihr, seine Flügel sind groß, er wirkt glücklich. Er fliegt wieder davon, und Katie kehrt zu ihrer Familie zurück. Die letzten Einstellungen des Films zeigen die erneut schwangere Katie, wie sie aus dem Fenster blickt.

## Rezeption
François Ozon sieht den Film als Versuch, hoffnungslosen Sozialrealismus im Stil der Brüder Jean-Pierre und Luc Dardenne mit einem fantastischen Element zu kombinieren. Dabei ging es ihm nicht primär um den Fantasy-Aspekt der Geschichte, sondern um „die Art und Weise, in der sie von Familie handelt, von unserem Platz in ihr, und wie ein neues Mitglied, sei es ein neuer Partner oder ein Kind, die ganze Balance durcheinanderbringen kann“.
Bereits bei der Berlinale-Premiere spaltete der Film das Publikum: „das eine Lager hielt das Ganze für albern, banal und langweilig, das andere für brillant, poetisch und spannend“. Auch für die Reaktion der Kritiker war die Frage entscheidend, ob das nach einer halben Stunde Sozialrealismus überraschend einbezogene fantastische Element den Zuschauer vor den Kopf stößt oder gerade die Kombination verschiedener Genres die Qualität des Films ausmacht. Variety-Kritiker Boyd van Hoeij betrachtete den Genremix beispielsweise als misslungen: „Da Ozon seine Figuren nicht mehr weiterentwickelt, nachdem Ricky seine wahre Natur offenbart hat, wandelt sich der leicht übertriebene Arbeiterklassen-Realismus des Films schnell zu einer grotesken […] Story über ein Mutantenbaby. […] Die zwei Hälften des Films scheinen einander fast völlig auszuschließen.“
Andere Kritiker sahen Ozons Film als gelungenes Experiment. Daniel Sander schrieb auf Spiegel Online: „Ozon reizt das Phantastische aus bis zur Farce, immer an der Grenze zur Albernheit, und verwandelt seinen Film zum Ende hin in ein melancholisches, zartbitteres Märchen.“ Auch Zeit-Kritikerin Katja Nicodemus zeigte sich begeistert: „Vielleicht liegt hier die eigentliche Sensation von Ozons Film. Ihm gelingt ein erzählerischer Tonfall, in dem die Grenzen zwischen dem Allerunwahrscheinlichsten und dem Allernormalsten verschwimmen.“